# Alma (Alabama)
Alma è una unincorporated community degli Stati Uniti d'America situata nella contea di Clarke dello stato dell'Alabama.